# Galina Prozumenščikovová
Galina Prozumenščikovová (rusky Галина Николаевна Прозуменщикова, Galina Nikolajevna Prozumenščikova, 26. listopad 1948 Sevastopol – 19. červenec 2015 Moskva) byla ruská plavkyně, která získala v letech 1964–1972 jako reprezentantka Sovětského svazu pět olympijských medailí a v letech 1964–1966 také pětkrát překonala světové rekordy ve stylu prsa na 100 a 200 metrů.
Jedinou zlatou olympijskou medaili získala na letních olympijských hrách v Tokiu v roce 1964 na 200 metrech. V roce 1968 v Mexiku a v roce 1972 v Mnichově byla pokaždé stříbrná na 100 metrech a bronzová na 200 metrech. Na mistrovství Evropy v plaveckých sportech vyhrála v roce 1966 závod na 200 m prsa a v roce 1970 v Barceloně oba prsařské závody. V roce 1970 se stala dvojnásobnou vítězkou turínské Univerziády.
Vystudovala žurnalistiku na Lomonosovově univerzitě a po ukončení závodní činnosti pracovala ve sportovní redakci Izvestijí. Byla také trenérkou mládeže v CSKA Moskva. Plavání se věnovala do vysokého věku, v roce 1999 se stala veteránskou mistryní Evropy. Byla dvakrát vdaná a používala příjmení Stěpanovová a Ivannikovová, měla dceru a syna.
V roce 1972 se stala nositelkou Řádu rudého praporu práce a v roce 1977 byla uvedena do Mezinárodní plavecké síně slávy. 